# Swedish Open 1990
Lo Swedish Open 1990 è stato un torneo di tennis giocato sulla terra rossa. È stata la 43ª edizione dello Swedish Open, che fa parte della categoria World Series nell'ambito dell'ATP Tour 1990 e della categoria Tier V nell'ambito del WTA Tour 2010. Si è giocato al Båstad Tennis Stadion di Båstad in Svezia, dal 9 al 15 luglio 1990.

## Campioni

### Singolare maschile
Richard Fromberg ha battuto in finale  Magnus Larsson con il punteggio di 6–2 7–6

### Singolare femminile
Sandra Cecchini ha battuto in finale  Csilla Bartos con il punteggio di 6–1, 6–2

### Doppio  maschile
Ronnie Båthman /  Rikard Bergh hanno battuto in finale  Jan Gunnarsson /  Udo Riglewski con il punteggio di 6–1 6–4

### Doppio femminile
Mercedes Paz /  Tine Scheuer-Larsen hanno battuto in finale  Carin Bakkum /  Nicole Jagerman con il punteggio di 6–3, 6–7, 6–2